# Rabo de Ovelha
Le rabo de Ovelha, également connu sous le nom de Rabo de Anho, est un cépage noir du Nord-Ouest du Portugal, région du Vinho verde, très productif et rustique, qui est recommandé pour l'élaboration d'un vin rouge de qualité. Longtemps cultivé en hautain, il est aujourd'hui conduit sur cruzeta.